# Ehrenfriedhof (Eilenburg)
Der Ehrenfriedhof in Eilenburg ist eine Kriegsgräberstätte für gefallene Soldaten des Ersten und des Zweiten Weltkriegs. Er wurde 1915 in unmittelbarer Nachbarschaft zum Bergfriedhof angelegt. Aufgrund seiner ortshistorischen Bedeutung und der qualitätvollen Architektur von Einfriedung und Kapelle ist der Ehrenfriedhof als Teil der Sachgesamtheit Bergfriedhof mit seinen Einzeldenkmalen eingetragenes Kulturdenkmal in der Denkmalliste des Landesamtes für Denkmalpflege Sachsen.

## Lage
Der Ehrenfriedhof befindet sich im westlichen Eilenburger Stadtteil Berg. Er wird begrenzt von der Bergstraße im Süden, der Straße Am Ehrenfriedhof im Osten, der Wohnbebauung an der Straßenecke Am Ehrenfriedhof/Adolf-Damaschke-Straße im Norden und dem Bergfriedhof im Westen. Das Umfeld ist geprägt vom kommunalen Mehrgeschosswohnungsbau aus den 1920er-Jahren in den Anliegerstraßen und der Wohn- und Geschäftsbebauung im Verlauf der als Hauptverkehrsstraße dienenden Bergstraße. Das nach Westen hin auslaufende Stadtgebiet Eilenburgs weist in der Bergstraße sowohl noch vorstädtische Prägung als auch Mehrgeschosswohnungsbau aus der Zeit des Historismus, etwa das Wohnhaus Bergstraße 29, auf. Wenig entfernt steht der barocke ehemalige Gasthof Zum Rautenkranz.

## Geschichte
Mit dem Einzug des 4. Thüringischen Infanterie-Regiments Nr. 72 im Jahr 1914 war das Streben der Stadt, wieder ein Militärstandort zu werden, von Erfolg gekrönt. Nach Beginn des Ersten Weltkriegs waren in der Stadt bald die ersten Gefallenen zu beklagen. Um den Kriegstoten ein würdiges Gedächtnis zu gewähren, fasste der Magistrat Anfang März 1915 den Beschluss zur Anlage eines Soldatenfriedhofs bei dem bestehenden Bergfriedhof, welcher am 16. März 1915 eröffnet wurde. Etwa 800 Eilenburger starben auf den Schlachtfeldern des Ersten Weltkrieges. Bis Mai 1920 wurden 66 gefallene Kämpfer auf dem Ehrenfriedhof beigesetzt. 1934 entstand am nördlichen Ende des Friedhofs die heute vorhandene Trauerhalle. Im Zweiten Weltkrieg wurde der Ehrenfriedhof als Begräbnisstätte reaktiviert. Eine maschinell erstellte Gräberliste führt 228 Gefallene mit Grabnummer, Name und Dienstgrad auf. Nach der Wende wurde der Ehrenfriedhof vom Volksbund Deutsche Kriegsgräberfürsorge gärtnerisch und baulich umgestaltet. Die laufende Pflege übernimmt die Stadt Eilenburg. Jährlich zum Tag des Gedenkens an die Opfer des Nationalsozialismus findet hier eine öffentliche Kranzniederlegung statt, an der unter anderem Vertreter der Stadt, der Parteien und Bundeswehrangehörige teilnehmen.

## Beschreibung

### Friedhof

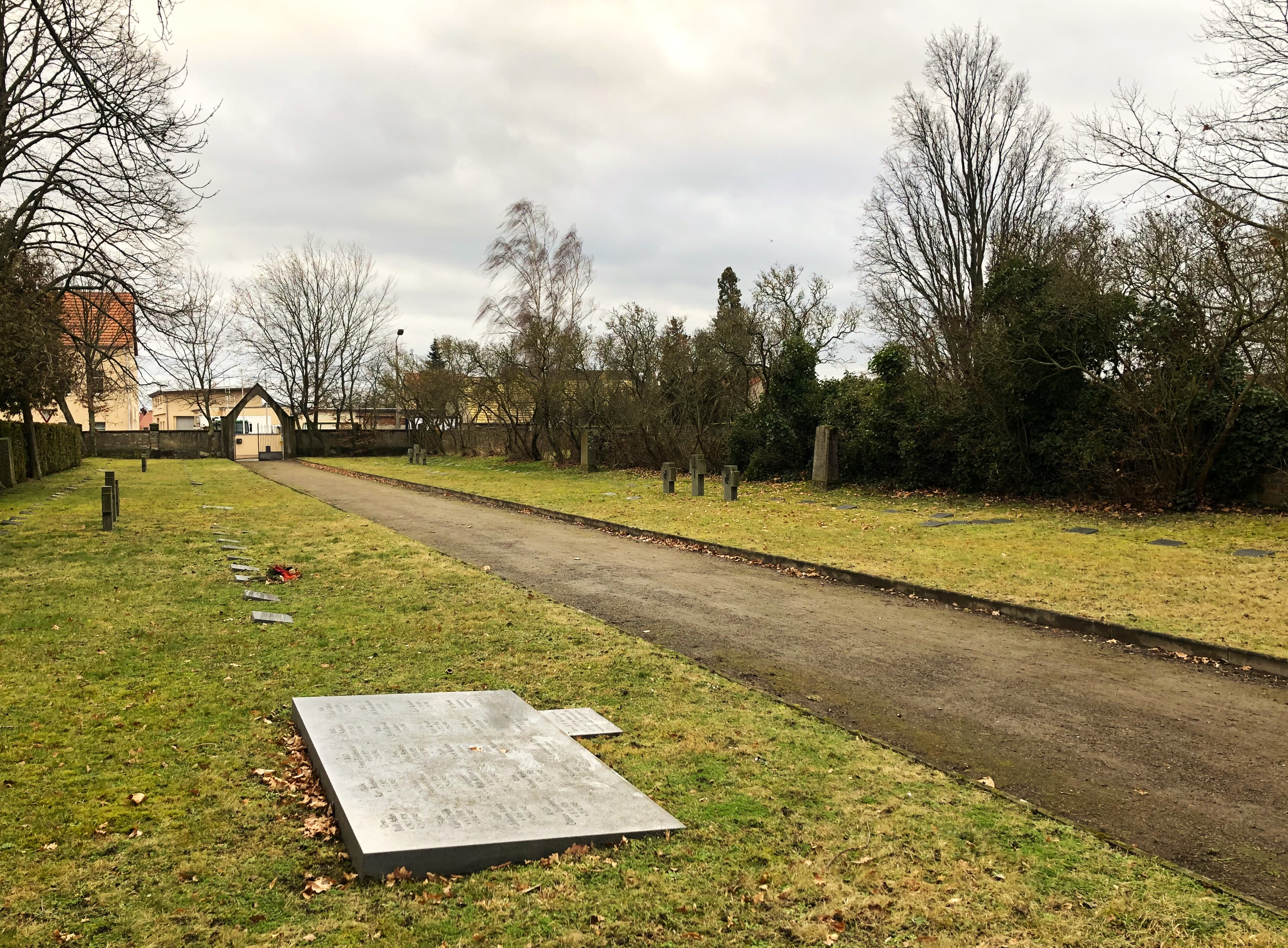
Gräberfelder (2022)
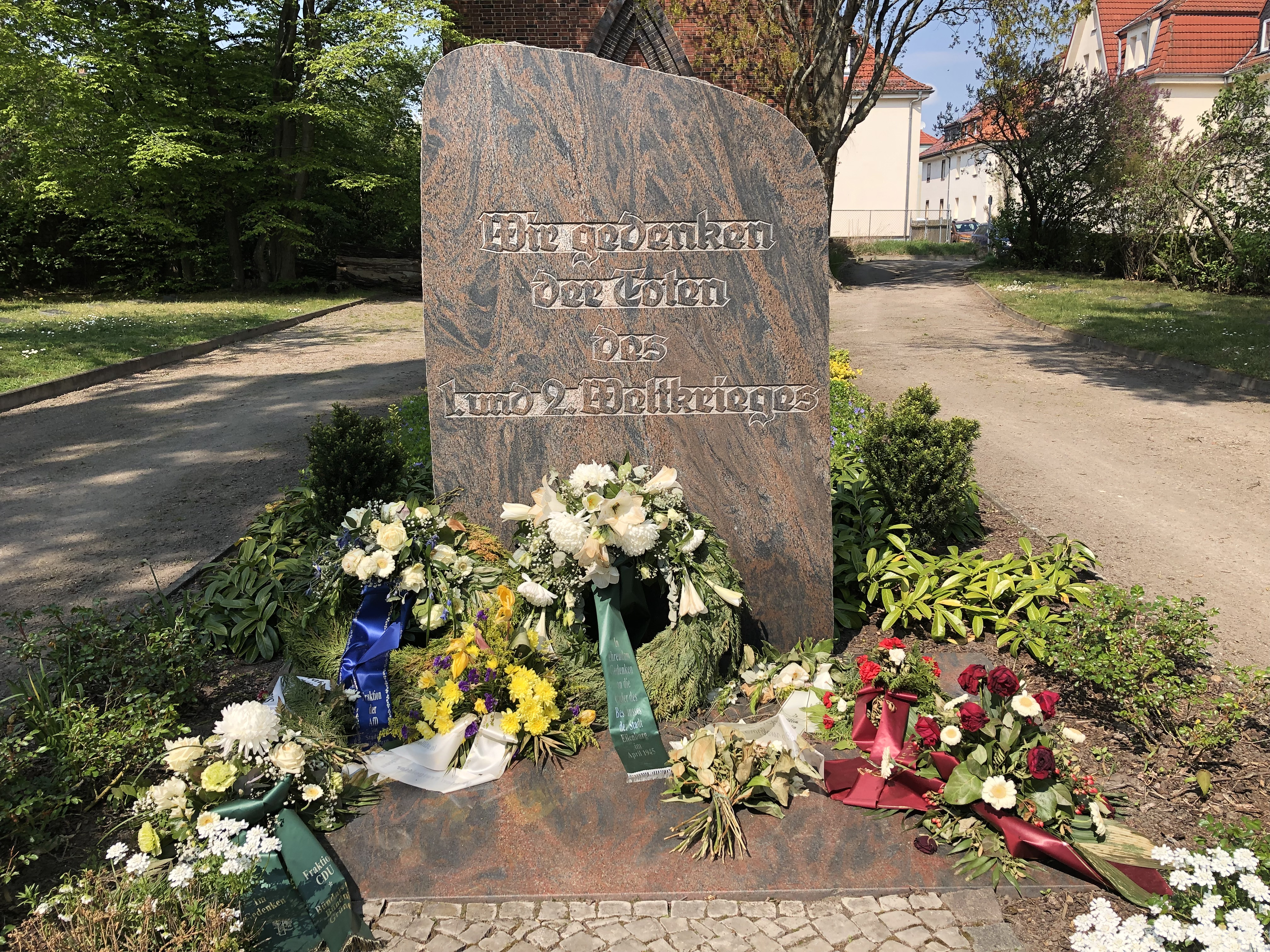
Gedenkstein mit Blumenschmuck (2022)
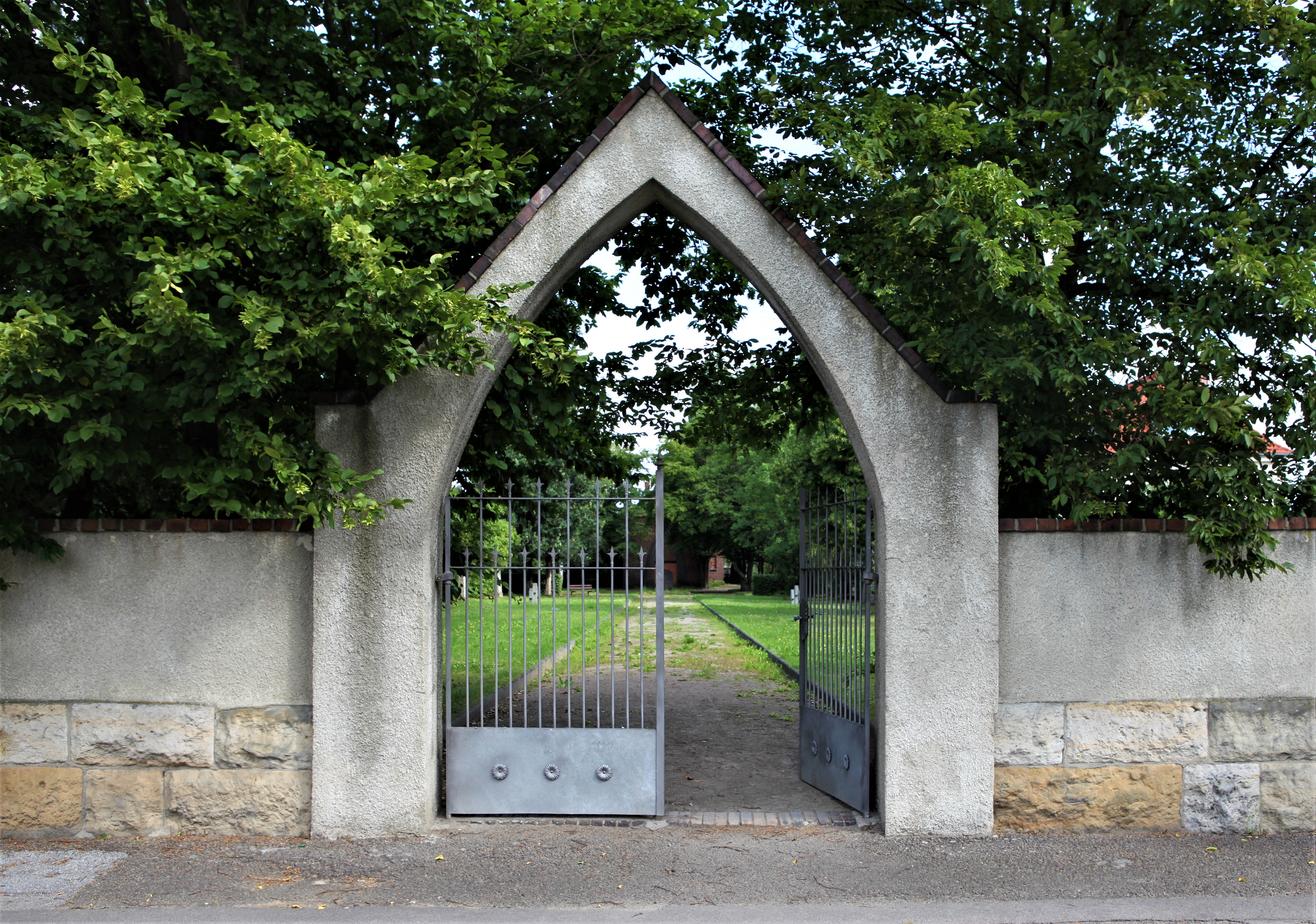
Hauptportal an der Bergstraße (2012)

Der Friedhof misst in Nord-Süd-Ausdehnung etwa 120 und in West-Ost-Ausdehnung etwa 20 Meter, was einer Fläche von 2400 Quadratmetern entspricht. Der Zugang ist möglich über das Haupttor an der Bergstraße, zwei Eingänge in der Straße Am Ehrenfriedhof sowie über den Bergfriedhof. Die Erschließung erfolgt mittels eines breiten zentralen Weges im Verlauf vom Haupttor im Süden zur Kapelle im Norden. Zu beiden Seiten dieses Weges befinden sich auf Wiesen die Kriegsgräber, die durch Steinkreuze und in den Boden eingelassene Tafeln gekennzeichnet sind. Gekreuzt wird der Hauptweg von einem kurzen Querweg, der von der Straße Am Ehrenfriedhof zum Bergfriedhof verläuft. Nördlich des Querweges weitet sich der Hauptweg. Hier befindet sich mittig ein in ein Blumenbeet eingefasster Gedenkstein mit der Inschrift Wir gedenken der Toten des 1. und 2. Weltkrieges.
Zur Bergstraße hin ist der Friedhof mit einer verputzten Ziegelmauer eingefriedet. Den Sockel bilden bossierte Sandsteinquader. Eine Gliederung besteht durch etwas vorstehende und erhöhte Pfeiler, die mit einem spitz zulaufenden Abschluss bekrönt sind. Die Mauer und das Tor werden bedeckt von einer Reihe flacher Klinkersteine. Ein hohes Spitzbogenportal mit schmiedeeisernem Tor bildet den Zugang. Die Flächen sind in Kratzputz gestaltet. Im Verlauf der Straße Am Ehrenfriedhof besteht die Einfriedung aus einer flachen Mauer und einer parallel verlaufenden Hecke.

### Kapelle

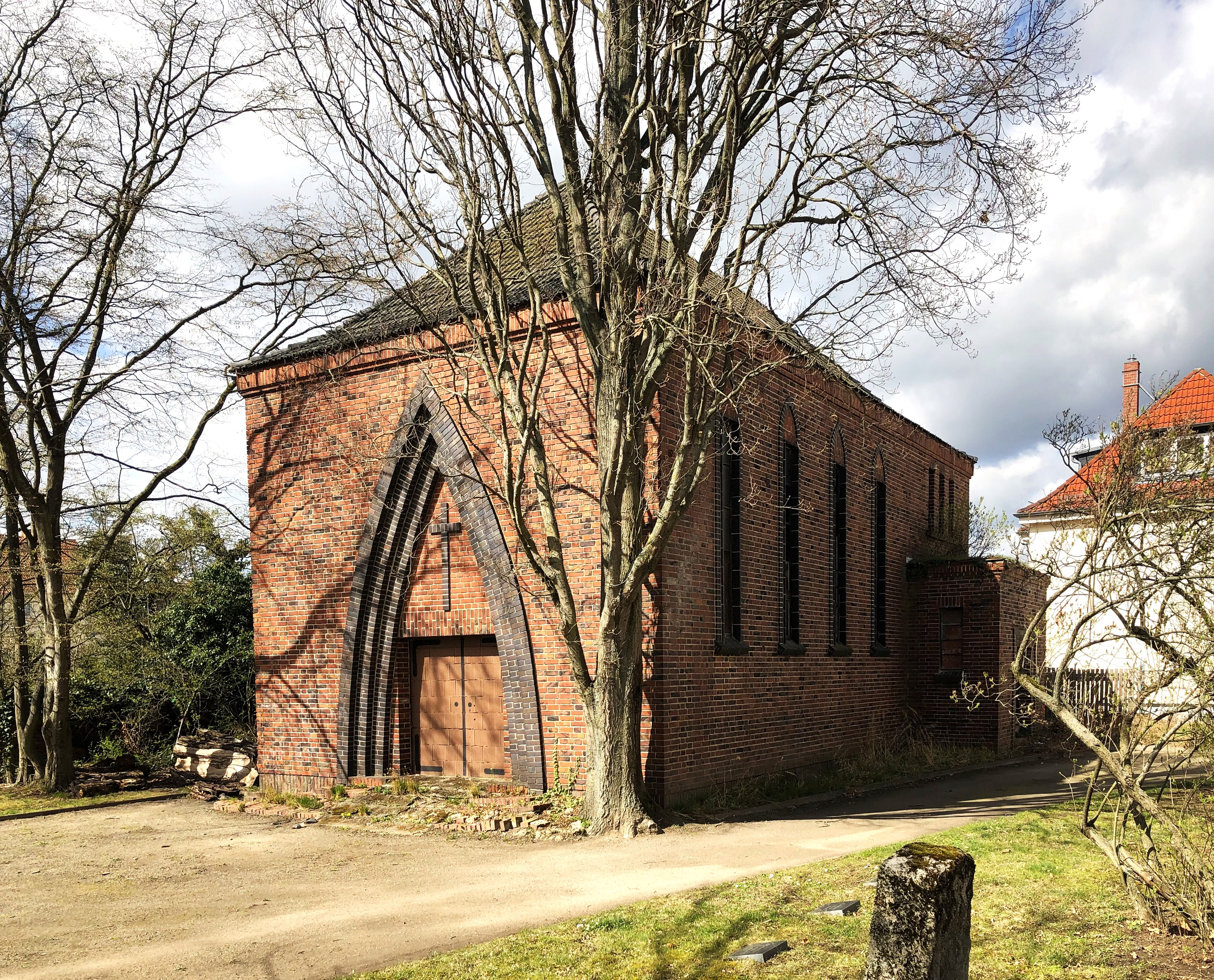
Friedhofskapelle von Südosten (2022) …
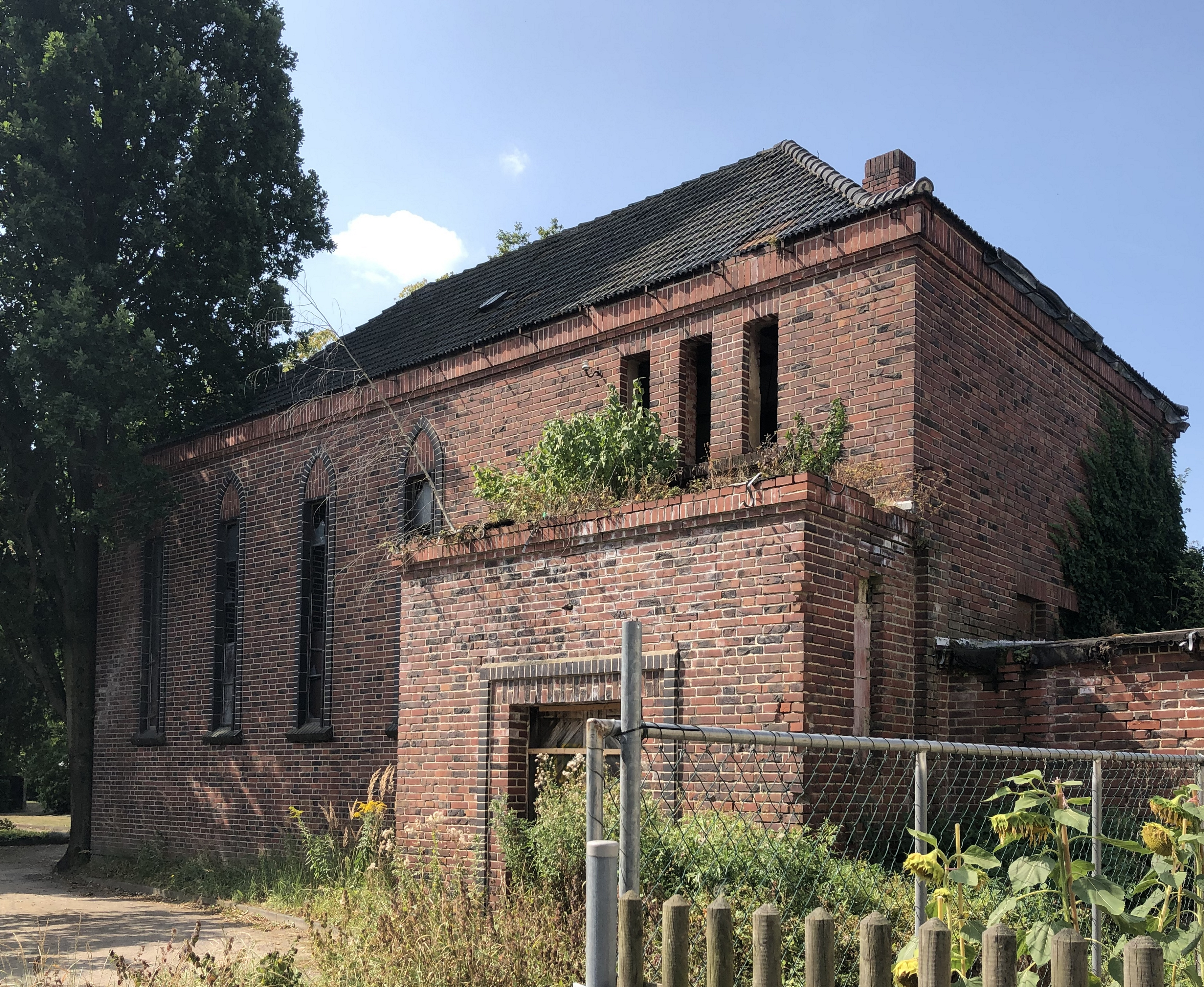
… und von Nordosten (2021)

Die Friedhofskapelle ist ein qualitätvolles Beispiel expressionistischer Architektur in Eilenburg. Sie wurde 1934 errichtet. Der rote Klinkerbau hat einen rechteckigen Grundriss mit Anbauten im Norden und Osten. An den Längsseiten befinden sich jeweils vier hohe schmale Rechteckfenster in einem spitzbogigen Rahmen aus dunkelroten Klinkern. Das Portal besteht aus einem hohen abgestuftem Spitzbogengewände in ebenfalls dunkleren Klinkern. Den Zwickel ziert ein schlankes gemauertes Kreuz. Der rechteckige Haupteingang ist seit Jahren zugemauert. Die originale zweiflügelige hölzerne Tür hatte ein Fischgrätenmuster und trug ein Türschild mit der Aufschrift Jahr / 1934. Die davor liegende dreistufige Freitreppe ist heute in einem desolaten Zustand. Ein weiterer Eingang befindet sich an der Ostseite. In einem kastenförmigen Portalvorbau ist eine rechteckige zweiflügelige Holztür eingelassen, die von dunklen Ziegeln eingerahmt wird. Auf dem gemauerten Traufgesims ist ein Walmdach aufgesetzt.
Auch die Ausstattung besteht aus qualitätvoller Klinkerarchitektur. Vom großen Saal wird durch einen hohen Spitzbogen ein kleinerer Raum abgetrennt, in dem sich das Aufbahrungspodest befindet. An der Stirnwand steht der Altar mit einem neogotischen Spitzbogenfries in Klinkerformsteinen. Die Decke ist als Rippengewölbe ausgeführt.
Die Kapelle befand sich ursprünglich im Besitz der Kirche. Zu DDR-Zeiten wurde sie noch selten als Trauerhalle genutzt. Nach der Wende wurde das Gebäude profaniert und in seinem Inneren eine Werkstatt eingerichtet. Die in Privatbesitz befindliche Kapelle weist einen zunehmend baufälligen Zustand auf.